# Joachim Bumke
Joachim Bumke (* 31. März 1929 in Berlin; † 4. Oktober 2011 ebenda) war ein deutscher Germanist und Mediävist.

## Werdegang
Joachim Bumke, geboren 1929 in Berlin, war ein Sohn des praktischen Arztes Erich Bumke und seiner Ehefrau Irmgard, geborene Günther.
Bumke wurde nach dem Studium der Germanistik 1947 bis 1953 an der Universität Heidelberg dort mit einer Arbeit über Wernher von Elmendorf zum Dr. phil. promoviert. Anschließend war er bis 1957 wissenschaftlicher Assistent in Heidelberg, wo er sich 1958 mit der Arbeit Wolframs Willehalm: Studien zur Epenstruktur und zum Heiligkeitsbegriff der ausgehenden Blütezeit habilitierte.
Von 1961 bis 1962 war Bumke Assistenz-Professor an der Johns Hopkins University (USA), 1962 wurde er als Professor an die Harvard University berufen, wo er bis 1965 lehrte. Von 1965 bis 1969 war Bumke ordentlicher Professor an der Freien Universität Berlin, anschließend bis zu seiner Emeritierung im Jahr 1994 ordentlicher Professor an der Universität zu Köln. Gleichzeitig war er einer der Direktoren des Instituts für Deutsche Sprache und Literatur der Universität. Seit 1989 war er Mitglied der Academia Europaea. Nachfolgerin auf Bumkes Lehrstuhl für ältere deutsche Sprache und Literatur wurde seine Schülerin Ursula Peters. Bumke beschäftigte sich vor allem mit den historischen und kulturellen Grundlagen der mittelalterlichen Literatur.
Er starb am 4. Oktober 2011 im Alter von 82 Jahren in Berlin. Die Beisetzung fand am 19. November 2011 auf dem Alten St.-Mätthäus-Kirchhof in Berlin-Schöneberg statt.

## Schriften (Auswahl)
- Wolframs Willehalm. Studien zur Epenstruktur und zum Heiligkeitsbegriff der ausgehenden Blütezeit. Winter, Heidelberg 1959 (Zugleich: Heidelberg, Universität, Habilitations-Schrift, 1959).
- Wolfram von Eschenbach (= Sammlung Metzler. Realienbücher für Germanisten. Abteilung D: Literaturgeschichte. Bd. 36). Metzler, Stuttgart 1964 (8., völlig neu bearbeitete Auflage. ebenda 2004, ISBN 3-476-18036-0).
- Die romanisch-deutschen Literaturbeziehungen im Mittelalter. Ein Überblick. Winter, Heidelberg 1967.
- Die Wolfram von Eschenbach-Forschung seit 1945. Bericht und Bibliographie. Fink, München 1970.
- Ministerialität und Ritterdichtung. Umrisse der Forschung. Beck, München 1976.
- Studien zum Ritterbegriff im 12. und 13. Jahrhundert. Winter, Heidelberg 1964; 2. Auflage, mit einem Anhang Zum Stand der Ritterforschung 1976, ebenda 1977 ( (= Euphorion. Beiheft 1), ISBN 3-533-02571-3[3]; in englischer Sprache: The concept of knighthood in the Middle Ages (= AMS studies in the Middle Ages. Nr. 4). AMS Press, New York 1982, ISBN 0-404-18034-5.
- Mäzene im Mittelalter. Die Gönner und Auftraggeber der höfischen Literatur in Deutschland 1150–1300. Beck, München 1979, ISBN 3-406-04871-4.
- als Hrsg.: Literarisches Mäzenatentum. Darmstadt 1982 (= Wege der Forschung. Band 598).
- Höfische Kultur. Literatur und Gesellschaft im hohen Mittelalter (= dtv. Band 4442). 2 Bände. Deutscher Taschenbuch-Verlag, München 1986, ISBN 3-423-30170-8 (In niederländischer Sprache: Hoofse cultuur. Literatuur en samenleving in de volle Middeleeuwen (= Aula-boeken. Bd. 837–838). 2 Bände. Het Spectrum Utrecht 1989, ISBN 90-274-1988-4 (Bd. 1), ISBN 90-274-1989-2 (Bd. 2); in englischer Sprache: Courtly culture. Literature and society in the high Middle Ages. University of California Press, Berkeley CA u. a. 1991, ISBN 0-520-06634-0; in chinesischer Sprache: Gongting-wenhua. Zhong-shiji-shengqi-di-wenxue-yu-shehui. 2 Bände. Sanlian Shudian, Beijing 2006, ISBN 7-108-02432-2).
- Geschichte der deutschen Literatur im hohen Mittelalter (= Geschichte der deutschen Literatur im Mittelalter. Bd. 2 = dtv 4552). Deutscher Taschenbuch-Verlag, München 1990, ISBN 3-423-30778-1.
- Geschichte der mittelalterlichen Literatur als Aufgabe (= Rheinisch-Westfälische Akademie der Wissenschaften. Vorträge. G, Geisteswissenschaften 309). Westdeutscher Verlag, Opladen 1991, ISBN 3-531-07309-5.
- Die vier Fassungen der „Nibelungenklage“. Untersuchungen zur Überlieferungsgeschichte und Textkritik der höfischen Epik im 13. Jahrhundert (= Quellen und Forschungen zur Literatur- und Kulturgeschichte. Bd. 8 = 242). de Gruyter, Berlin u. a. 1996, ISBN 3-11-015076-X.
- als Herausgeber: Die „Nibelungenklage“. Synoptische Ausgabe aller vier Fassungen. de Gruyter, Berlin u. a. 1999, ISBN 3-11-016323-3.
- Der „Erec“ Hartmanns von Aue. Eine Einführung. de Gruyter, Berlin u. a. 2006, ISBN 3-11-018979-8.
- als Herausgeber: Wolfram von Eschenbach: Parzival (= Altdeutsche Textbibliothek. Nr. 119). Auf der Grundlage der Handschrift D herausgegeben. Niemeyer, Tübingen 2008, ISBN 978-3-484-20219-1.